# Nikolai Demidenko
Nikolai Demidenko (ros. Николай Анатольевич Демиденко Nikołaj Anatoljewicz Diemidienko; ur. 1 lipca 1955 w Anisimowie) – rosyjsko-brytyjski pianista, laureat trzeciej nagrody na Międzynarodowym Konkursie im. Piotra Czajkowskiego w 1978.

## Biografia
Ukończył Konserwatorium Moskiewskie im. Piotra Czajkowskiego pod kierunkiem Dmitrija Baszkirowa.
W 1976 zajął drugie miejsce w Międzynarodowym Konkursie Muzycznym w Montrealu. W 1978 zdobył trzecią nagrodę w Międzynarodowym Konkursie im. Piotra Czajkowskiego w Moskwie.
Od 1990 mieszka w Wielkiej Brytanii, a od 1995 ma obywatelstwo brytyjskie. W 2014 otrzymał tytuł doktora honoris causa Uniwersytetu Surrey.
Szczególnie ceniony jest za interpretację rosyjskich kompozytorów, m.in. Prokofjewa, Rachmaninowa i Czajkowskiego, wykonuje również Bacha, Liszta i Chopina.
Jego dyskografia obejmuje kilkadziesiąt płyt. Na początku lat 90. nagrał m.in. dużą część utworów Chopina dla wytwórni Hyperion Records, a wraz z London Philharmonic Orchestra nagrał wszystkie koncerty fortepianowe Prokofjewa. Jego nagranie Preludiów Chopina zdobyło nagrodę MIDEM 2010. Dla Narodowego Instytutu Fryderyka Chopina nagrał recital chopinowski w ramach serii „The Real Chopin”. Występował także wielokrotnie na festiwalu Chopin i jego Europa.